# ガルシアの首
『ガルシアの首』（ガルシアのくび、原題: Bring Me the Head of Alfredo Garcia）は、1974年製作のアメリカ合衆国の映画。サム・ペキンパー監督によるアクション映画。大地主の愛娘を誑かした男の首を巡って、賞金稼ぎたちによる激しい銃撃戦が勃発する。

## 概要
映画の原題は「アルフレド・ガルシアの首を持ってこい」というものである。女誑しの首を巡って血みどろの争いが繰り広げられるという、見るからに一般受けしない題材のため、本国アメリカでは興行的に惨敗した。だがその一方で、監督であるサム・ペキンパー自ら「俺が作りあげた映画」と豪語するほど監督の嗜好が色濃く現れた作品でもあり、ペキンパーの代表作に推す声も少なくない。
ペキンパーの十八番ともいえるハイスピードカメラで撮影されたスローモーションや、激しい銃撃戦などの暴力描写が作中でふんだんに用いられている。この映画は、『戦争のはらわた』と並んでペキンパー自身が最後まで編集権を握ることができた数少ない作品の一つである。ペキンパーは巧みな編集によってキレのよい銃撃戦を演出している。ペキンパーが自分のやりたいように作ったこの映画は、もっともペキンパーらしい作品であるとも評される。

## ストーリー
メキシコの大地主の愛娘テレサが妊娠した。大地主は一向に父親の名前を言おうとしないテレサを部下に痛めつけさせ、その口から『アルフレド・ガルシア』という名前を聞き出す。彼は自分の娘を孕ませたガルシアを捕らえた者に、その生死に関わらず100万ドルの賞金を与えると宣言する。しがないピアノ弾きのベニーはどん底の暮らしから抜け出すため、情婦のエリータと共に、既に事故で死んでしまったというガルシアの遺体を求めて彼の故郷へ向かう。途中で凶悪な暴漢に遭遇するなど紆余曲折の末にようやく辿りついた故郷の街。ベニーは墓地でガルシアの遺体を掘り起こし、その首を切り取ろうとする。しかしベニーは背後から殴られて気絶させられ、気が付けばエリータは無残にも殺され、首は何者かに奪われてしまっていた。愛する者を失った悲しみと怒りに打ち震え、ベニーはガルシアの首を奪い返そうと決意する。

## キャスト
| 役名           | 俳優                       | 日本語吹替 |
| 役名           | 俳優                       | TBS版 |
| -------------- | -------------------------- | --- |
| ベニー         | ウォーレン・オーツ         | 内海賢二 |
| エリータ       | イセラ・ヴェガ             | 此島愛子 |
| サペンスリー   | ロバート・ウェッバー       | 小林清志 |
| クイル         | ギグ・ヤング               | 村越伊知郎 |
| マックス       | ヘルムート・ダンタイン     | 寺島幹夫 |
| エル・イエフェ | エミリオ・フェルナンデス   | 神田隆 |
| バイカー       | クリス・クリストファーソン | |
| 不明 その他    |                            | 麻上洋子 兼本新吾 緑川稔 平林尚三 宮村義人 宮下勝 松田辰也 菊池紘子 柳沢紀男 鈴木れい子 長堀芳夫 三浦潤子 黒部鉄 中村秀利 |
|                |                            | |
| 演出           | 演出                       | 小林守夫 |
| 翻訳           | 翻訳                       | 佐藤一公 |
| 効果           | 効果                       | TFC |
| 調整           | 調整                       | 平野富夫 |
| 制作           | 制作                       | 東北新社 |
| 解説           | 解説                       | 荻昌弘 |
| 初回放送       | 初回放送                   | 1979年10月29日 『月曜ロードショー』                                                                                       |

## 評価
アメリカ本国では評判が悪く、本作はすぐに上映打ち切りになった。また海外でも、墓荒らしの描写などが問題となり上映禁止となった国もある。しかし日本での評価は高く、興行的にもヒットを記録した。ダメ男、負け犬をテーマに扱ったこの作品は、今でも日本でごく一部で熱狂的なファンが存在している。
ペキンパー死後、アメリカでも徐々に作品の評価が高まってきた。例えば、著名な映画評論家であるロジャー・イーバートは、自身の「偉大な映画」のリストに『ガルシアの首』を含めている。
北野武（ビートたけし）はフランス人記者のインタビュー本で、『L.A.大捜査線/狼たちの街』と共に、本作を若いころに多く鑑賞した大好きなアクション映画だと語っている 。
村上春樹も本作のファンであり、1979年の講談社の『風の歌を聴け』191pで『灰とダイヤモンド』、『尼僧ヨアンナ』、ペキンパーの『コンボイ』とともに、本作の名が出る。
『ガキ帝国』や『黄金を抱いて翔べ』などの監督作品や、テレビや著書での毒舌で知られる井筒和幸はペキンパーを敬愛している監督の一人にあげており、本作も絶賛している。
『キネマ旬報』が1999年に行ったアンケートで、映画美術家の種田陽平は自身のベスト作品に本作を選び、コメントで「『ガルシアの首』や『ロング・グッドバイ（長いお別れ）』に必適する熱いアメリカ映画はもう見られないのか。『ファーゴ』を演出したコーエン兄弟にはその可能性があると思います」と、『ロング・グッドバイ』と共に本作を特別な映画と言えるコメントを出した。
著書『破顔』でペキンパーやアーネスト・ボーグナインやウォーレン・オーツといったペキンパー組の役者にリスペクトを捧げた俳優の長塚京三は同著に『ブロンコ・ビリー』のクリント・イーストウッドと共に『ガルシアの首』のウォーレン・オーツの写真を掲載している。
作家桐野夏生著書『OUT』で本作の名が出ており、樋口尚文も『キネマ旬報』のTVドラマ連載で、同作のドラマ版評の際に、本作の桐野作品への影響を指摘した。
女優の吉行和子は『ラストタンゴ・イン・パリ』を1位にした映画アンケートで本作を9位に入れており、木の下でベニーが愛や夢を語らうシーンで泣いたと書き、また同アンケートで渋谷陽一と菊村到も本作をベスト作品に入れている
2008年の『映画秘宝』のオールタイムベスト企画で、江戸木純は『戦争のはらわた』を選んでいるが、コメント欄で「ベスト入れたかったベスト級作品」に本作を、中原昌也は本作をベスト10に入れている。
『映画秘宝』で長く映画コラムを連載するなどシネフィルで知られる斎藤工は近年「TSUTAYA発掘良品」関連で本作を鑑賞して絶賛し、好きな映画の一本に挙げている。
アニメ監督の渡辺信一郎は『映画秘宝』と『オトナアニメ』の合同インタビュー本で、『ダーティハリー』と『燃えよドラゴン』を別格の2本とした上で「自身のベスト10（「禍々しい映画」10本）」として本作を入れている。